# 1. SV Eberswalde
Der 1. SV Eberswalde ist ein deutscher Männer-Handballverein aus Eberswalde.
Der Verein wurde im Herbst 1979/80 als Handballabteilung der BSG SVKE Britz, der Betriebssportgemeinschaft des VEB Schlacht- und Verarbeitungskombinat Eberswalde/Britz, gegründet und war ab 1980 in den Spielbetrieb des damaligen Kreises eingebunden. 1983 stieg die erste Herren-Mannschaft in die Bezirksliga auf; im selben Jahr wurde eine zweite Herren-Mannschaft aufgebaut. Die erste Mannschaft erreichte im April 1985 den Aufstieg in die DDR-Liga, die zweithöchste Spielklasse der DDR. In der zweiten Spielzeit gelang der Mannschaft mit einem Sieg im letzten Punktspiel am 29. März 1987 gegen die BSG Stahl Eisenhüttenstadt der Aufstieg in die DDR-Oberliga; aus dieser stieg das Team jedoch nach der Saison wieder ab in die DDR-Liga.
Im Frühjahr 1990 wurde der 1. SV Eberswalde/Britz als Nachfolger der BSG SVKE Britz gegründet. Der Mannschaft gelang als Viertplatzierter der DDR-Liga 1990/1991 die Qualifikation zur 2. Handball-Bundesliga. In der ersten Saison (1991/1992) belegte das Team Platz 7, nach der zweiten Spielzeit (1992/1993) stieg die Mannschaft 1993 jedoch aus der 2. Bundesliga in die Handball-Regionalliga (Staffel Nord/Ost) ab. Hier spielte die Mannschaft, bis ihr in der Saison 1995/1996 der Aufstieg in die 2. Bundesliga gelang; die Saison 1996/1997 endete jedoch mit dem sofortigen Abstieg in die Regionalliga.
Nach der Saison 1998/1999 stieg das erste Herren-Team aus der Regionalliga in die Oberliga Brandenburg ab. Sie qualifizierte sich 1999/2000 für die neu gegründete Berlin-Brandenburg-Liga. Aus dieser stieg die Mannschaft 2001 in die damalige Oberliga ab; die Spiele wurden wegen eines Hallenneubaus in Finowfurt ausgetragen. In der Saison 2003/2004 der Oberliga wurde das Team Landesmeister bei den Männern und schaffte damit den Wiederaufstieg in die Berlin-Brandenburg-Liga, aus der sie jedoch schon nach einer Saison 2005 wieder abstieg. Sie gewann 2007 erneut den Landesmeistertitel und erreichte den Aufstieg in die Oberliga Berlin-Brandenburg; seitdem spielt die Mannschaft in der vierthöchsten deutschen Spielklasse – seit 2010 in der neu gegründeten Handball-Oberliga Ostsee-Spree.
Im Jahr 2012 betreibt der 1. SV Eberswalde zwei Herren-Mannschaften und acht Jugendmannschaften.